# Новенький (Брянская область)
Новенький — хутор в Стародубском муниципальном округе Брянской области.

## География
Находится в южной части Брянской области на расстоянии приблизительно 3 км по прямой на запад-северо-запад от районного центра города Стародуб.

## История
На карте 1941 года показан как поселение с 3 дворами. До 2019 года входил в состав Мохоновского сельского поселения, с 2019 по 2021 в состав Запольскохалеевичского сельского поселения Стародубского района до их упразднения.

## Население
Численность населения: 62 человека в 2002 году (русские 98 %), 55 в 2010.